# Quadrato bimagico
In matematica, per quadrato bimagico di ordine n (intero positivo)
si intende un quadrato magico tale che elevando al quadrato tutte le sue entrate
si ottiene un altro quadrato magico.
Il primo quadrato bimagico ad essere individuato ha ordine 8 e somma magica 260.
Bensen ed Jacoby hanno avanzata la congettura che non esista alcun quadrato bimagico non banale (cioè privo di entrate ripetute) di ordine inferiore a 8.
Questa congettura è stata dimostrata da Boyer e Trump per i quadrati magici normali,
cioè per i quadrati magici contenenti gli interi da 1 a n2.
Nel 1998 John Robert Hendricks trovò la dimostrazione che segue, molto semplice,
della non esistenza di quadrati bimagici di ordine 3.
Supponiamo che esista un quadrato bimagico 3 × 3 della forma seguente
È ben noto che per ogni quadrato magico di questa forma devono valere l'uguaglianza
{\displaystyle a+i=2e} ;
la bimagicità comporta quindi
{\displaystyle a^{2}+i^{2}=2e^{2}} ;
di conseguenza
{\displaystyle (a-i)^{2}=2(a^{2}+i^{2})-(a+i)^{2}=4e^{2}-4e^{2}=0} ,
e quindi
{\displaystyle a=e=i}.
Analoga uguaglianza vale per tutte le linee che passano per la casella centrale.
Per l'ordine 4, Luke Pebody riuscì a dimostrare con procedimenti simili
che gli unici quadrati bimagici 4 × 4 (a meno delle simmetrie del quadrato)
sono della forma
{\displaystyle {\begin{bmatrix}a&b&c&d\\c&d&a&b\\d&c&b&a\\b&a&d&c\\\end{bmatrix}}}
oppure della forma
{\displaystyle {\begin{bmatrix}a&a&b&b\\b&b&a&a\\a&a&b&b\\b&b&a&a\\\end{bmatrix}}}
{\displaystyle {\begin{bmatrix}16&41&36&5&27&62&55&18\\26&63&54&19&13&44&33&8\\1&40&45&12&22&51&58&31\\23&50&59&30&4&37&48&9\\38&3&10&47&49&24&29&60\\52&21&32&57&39&2&11&46\\43&14&7&34&64&25&20&53\\61&28&17&56&42&15&6&35\\\end{bmatrix}}}